# Westfield (New York)
Pour les articles homonymes, voir Westfield.
Westfield est une ville située dans le comté de Chautauqua, dans l' État de New York, aux États-Unis. En 2020, elle comptait une population de 4 545 habitants, estimée au 1er juillet 2021 à 4 513 habitants.

## Démographie
Lors du recensement de 2020, la ville comptait une population de 4 545 habitants. Elle est estimée, en 2021, à 4 513 habitants.

## Patrimoine
- Le bâtiment de l'usine Welch n ° 1, ancienne usine inscrite au Registre national des lieux historiques depuis 1983.
- Phare de Barcelona